# Paper Man – Zeit erwachsen zu werden
Paper Man – Zeit erwachsen zu werden ist eine US-amerikanische Filmkomödie aus dem Jahr 2009 mit Jeff Daniels und Emma Stone in den Hauptrollen.

## Handlung
Nachdem sein erstes Buch floppte, zieht sich der unglücklich verheiratete Schriftsteller Richard Dunn nach Long Island zurück, um an seinem neuen Werk zu arbeiten. Richard halluziniert und sieht einen imaginären Superhelden, mit dem er in ständiger Zwiesprache steht. Richard lernt die junge Abby kennen, die wie er in einer unglücklichen Beziehung lebt. Zwischen beiden entsteht eine tiefe Freundschaft.

## Veröffentlichung
Der Film wurde am 15. Juni 2009 auf dem Los Angeles Film Festival uraufgeführt. In Europa erschien er direkt als DVD-Premiere, so in Polen am 2. August 2010, in Schweden am 27. Oktober 2010 und in den Niederlanden am 20. Dezember 2011. In Deutschland ist der Film seit 10. Juni 2011 auf DVD und Blu-Ray erhältlich.

## Kritiken
„Ambitionierte, originelle Beziehungskiste mit viel Humor, ein unbedingter Tipp für anspruchsvolle Filmfans. Heiter-besinnliches Beziehungs- und Gesellschaftsdrama.“

## Hintergrund
Gedreht wurde der Film unter anderem in Long Island, New York City, New Jersey und Kanada.